# سلطان محمد قطب‌شاه
سلطان محمد قطب‌شاه ‎(۱۵۹۳–۱۶۲۶) ششمین فرمانروای پادشاهی گلکنده در جنوب هند تحت سلسله قطب‌شاهیان بود.
سلطان محمد از ۱۶۱۲ تا ۱۶۲۵ حکومت کرد. او برادرزاده و داماد محمد قلی قطب‌شاه بود که در سال ۱۶۰۷ با تنها دختر او حیات بخشی بیگم ازدواج کرد. اولین پیشینه قطب‌شاهی در دوران حکومت او به نام تاریخ قطب‌شاهی گردآوری شد و پسرش عبدالله قطب‌شاه بعداً شاه گلکنده شد.
آژانس اعتماد به تمدن آقاخان در حال انجام تلاش‌های حفاظتی بر روی گورستان گسترده با همکاری بخش باستان‌شناسی و موزه‌ها است.

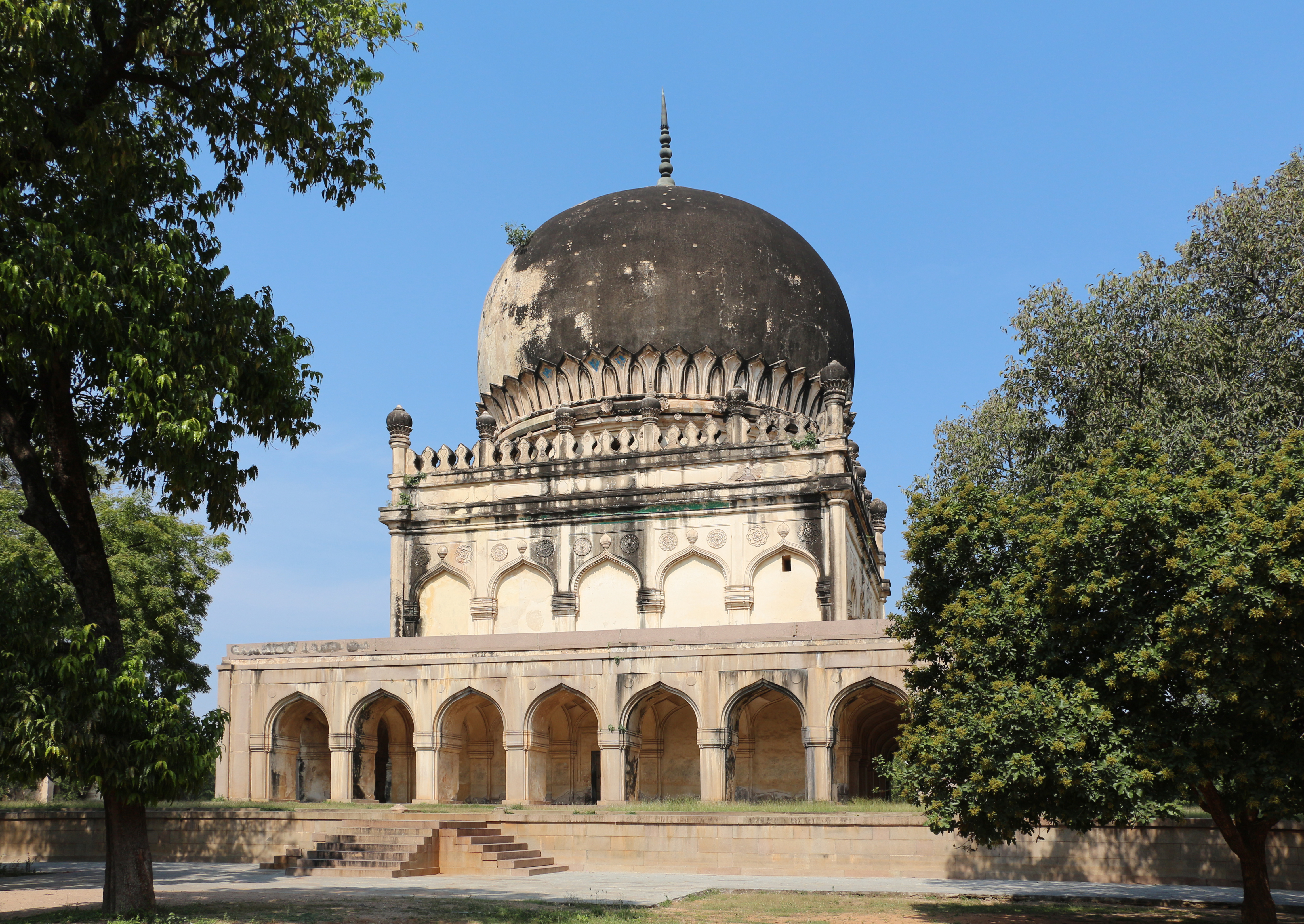
آرامگاه سلطان محمد قطب‌شاه در حیدرآباد.

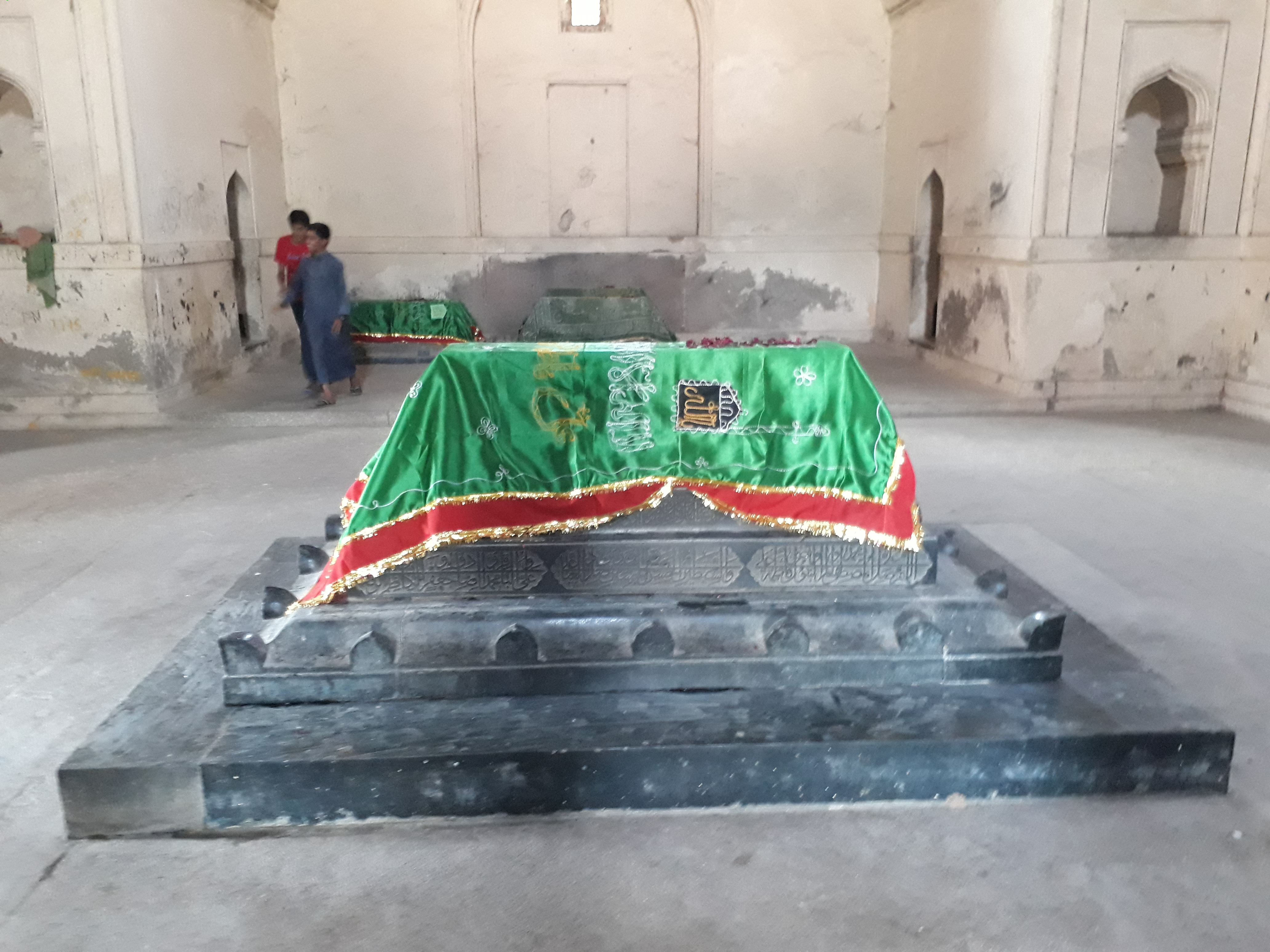
قبر سلطان محمد قطب‌شاه